# Bulwar Czerwieński w Krakowie
Bulwar Czerwieński w Krakowie – zabytkowa budowla hydrotechniczna o funkcji przeciwpowodziowej w Krakowie, biegnąca wzdłuż Wisły, pierwotnie przewidywana również do funkcji pomocniczych nabrzeży portowych. Składa się głównie z murów oporowych (górnego, wysokiego, oraz dolnego, ujmującego koryto rzeki i tworzącego nabrzeże przeładunkowe). W linii górnych murów znajdują się murowane schody dla pieszych oraz brukowane pochylnie do komunikacji kołowej; bocznice kolejowe na poziomie dolnym nie zachowały się. Bulwar Czerwieński wraz z innymi bulwarami w mieście oraz wałami w granicach Krakowa tworzyły skuteczne zabezpieczenia przed powodzią, co wykazały doświadczenia wielkich powodzi, między innymi w 1970, 1997 i 2010 roku.

## Opis
Bulwar Czerwieński rozciąga się nad zakolem Wisły pod Wawelem, między mostami Dębnickim a Grunwaldzkim, na terenie Nowego Światu w Dzielnicy I Stare Miasto. Na terenie bulwaru zlokalizowano trzy pomniki autorstwa Bronisława Chromego: Smoka Wawelskiego, Żołnierzy Polski Walczącej oraz psa Dżoka. W 2008 roku powstała na nim także aleja gwiazd. Nabrzeże bulwaru jest miejscem cumowania barek restauracyjnych.
Bulwar Czerwieński stanowi obiekt techniki urbanistycznej na trasie Krakowskiego Szlaku Techniki utworzonego 6 kwietnia 2006. Prowadzi nim także rekreacyjna Wiślana Trasa Rowerowa – część europejskiego szlaku rowerowego EuroVelo 4.
W 2009 roku przy bulwarze otwarto przystanek wodnego tramwaju miejskiego „Most Dębnicki”.
Bulwar wraz z przyległymi fragmentami wałów Wisły, wtórnie uzyskały funkcję i status obszarów parkowych, stanowiąc obecnie popularne miejsce rekreacyjno-wypoczynkowe dla mieszkańców i turystów. Prowadzą nim alejki spacerowe i drogi rowerowe.
Bulwar ten, poprzecinany licznymi alejkami spacerowymi, stanowi głównie obszar trawiasty, łagodnie schodzący ku Wiśle.
Odbywają się na nim imprezy cykliczne i okolicznościowe. Wraz z bulwarem Poleskim (znajdującym się po przeciwnej stronie Wisły) stanowi scenę lub, w zależności od roku, widownię  Wianków, corocznego widowiska organizowanego przez Krakowskie Biuro Festiwalowe.

## Historia

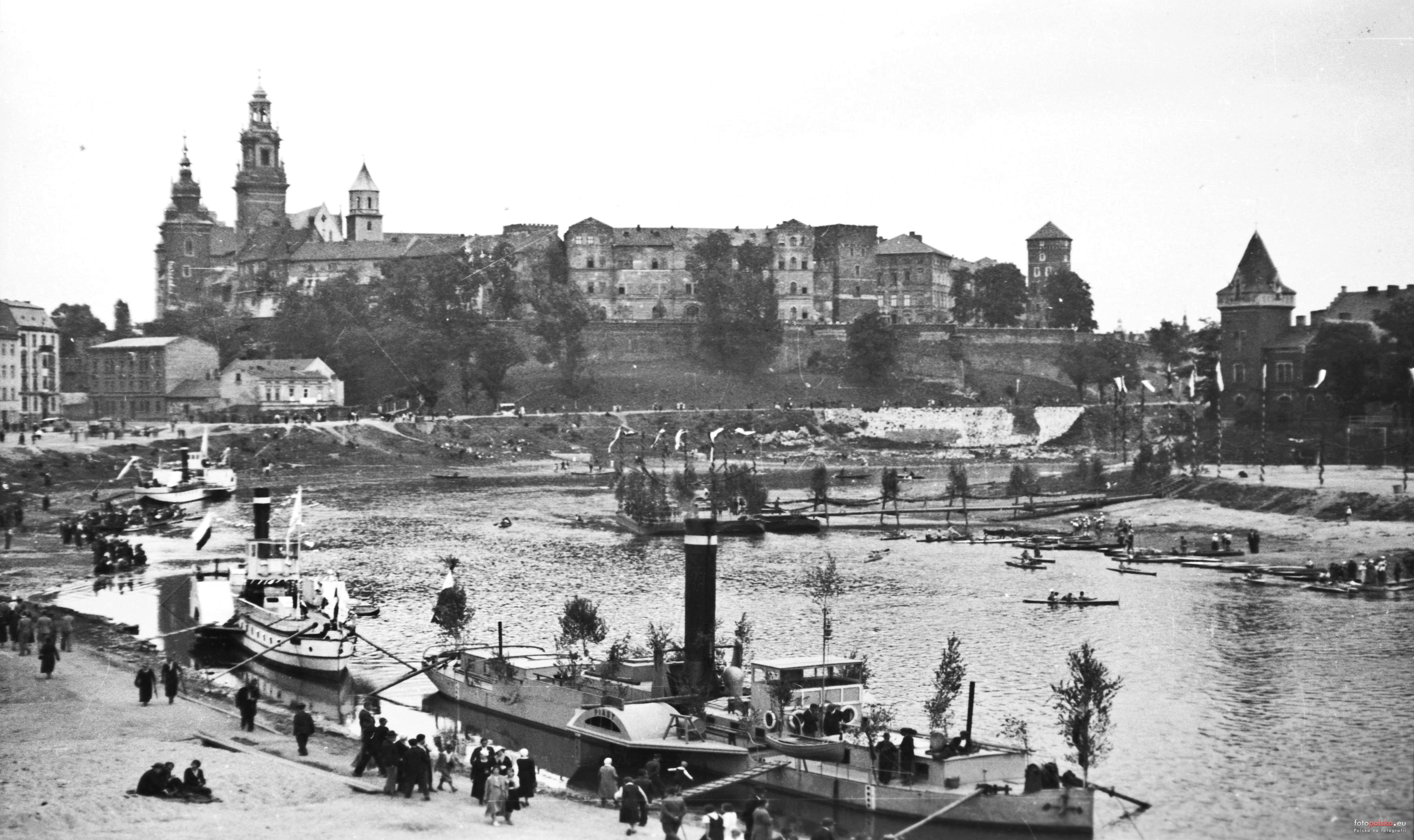
Bulwar Czerwieński, 1933 rok

W jego miejscu dawniej rozciągała się położona u stóp Wawelu historyczna jurydyka, gdzie znajdowały się browary i domki rybaków. Została ona wzmiankowana po raz pierwszy w 1644 roku pod nazwą Rybaki-Podzamcze, a zniesiona została w 1801 roku. Pamiątką po niej była brukowana ulica Rybaki, biegnąca po południowo-zachodniej stronie Wawelu. W XVIII i XIX wieku stały w tym rejonie otoczone ogrodami liczne murowane i drewniane domki oraz dworki z charakterystycznymi łamanymi dachami polskimi, nadające okolicy podmiejsko-wiejski charakter. Zabudowa ta zaczęła być likwidowana w XIX wieku, w związku z prowadzonymi w Krakowie pracami upiększającymi, a ostatnie tego typu obiekty, jak dworek Zielińskich (ówczesna ul. Rybaki 4), zostały rozebrane dopiero około 1914 roku. Wtedy też przestała istnieć ulica Rybaki, dając miejsce dla przyszłego bulwaru. Obecna, nowa ulica Rybaki biegnie wzdłuż bulwaru Inflanckiego, około kilometra dalej w dół rzeki, między ulicami Hieronima Wietora a Krakowską.
13 czerwca 2011 roku wraz z innymi bulwarami wiślanymi, bulwar Czerwieński został wpisany do rejestru zabytków nieruchomych.